# Върколакът (филм)
Вижте пояснителната страница за други значения на Х-Мен.
Върколакът (на английски: The Wolverine) е американски филм от 2013 година. Това е шестият филм от поредицата „Х-Мен“ и втори в трилогията на Върколака.

## Резюме
Филмът проследява живота на Логан / Върколака, след събитията в „Х-Мен: Последният сблъсък““. Заради стар приятел, Логан пътува за Япония, където е нападнат от опасни врагове и става уязвим за първи път. Той се бори не само със самурайските мечове, но и със собственото си безсмъртие.

## Актьорски състав
| Актьор              | Роля                               |
| ------------------- | ---------------------------------- |
| Хю Джакман          | Джеймс „Лоуган“ Хаулет / Върколака |
| Тао Окамото         | Марико Яшида                       |
| Рила Фукушима       | Юкио                               |
| Хироюки Санада      | Шинген Яшида                       |
| Светлана Кодченкова | Д-р Грийн / Усойницата             |
| Брайън Тий          | Нобуро Мори                        |
| Харухико Яманоучи   | Яшида / Сребърният самурай         |
| Уил Юн Лий          | Кенуичио Харада                    |
| Фамке Янсен         | Д-р Джийн Грей / Феникс            |
| Патрик Стюарт       | Чарлз Екзевиър / Професор Х        |
| Иън Маккелън        | Ерик Леншър / Магнито              |